# Karl Krollmann
Karl Krollmann (1912 – nach 1954) war ein deutscher Opernsänger (Tenor).

## Leben
Nachdem Krollmann den Beruf eines Drehers erlernt hatte, wurde seine Stimme ausgebildet. 1935 debütierte er am Theater Augsburg als „Riccardo“ im Maskenball. Dort blieb er bis 1943, bevor ihn im selben Jahr der Intendant der Berliner Staatsoper Heinz Tietjen für diese verpflichtete. Von 1942 bis 1944 wirkte er bei den Bayreuther Festspielen mit. Durch den Zweiten Weltkrieg wurde aber seine Karriere weitgehend verhindert; nach Kriegsende war er wieder am Theater Augsburg engagiert. Von 1952 bis 1954 gastierte er beim Maggio musicale in Florenz.